# الجامعة الأوروبية
الجامعة الأوروبية (بالإنجليزية: European University (EU))‏ هي كلية أعمال خاصة متعددة المواقع يقع مقرُها الرئيس بسويسرا. ولها فروع في كلٍ من سويسرا (جنيف ومونترو)، وإسبانيا (برشلونة)، وألمانيا (ميونيخ)، أما مكاتبُها الإدارية فتقع في إيفورن، سويسرا.

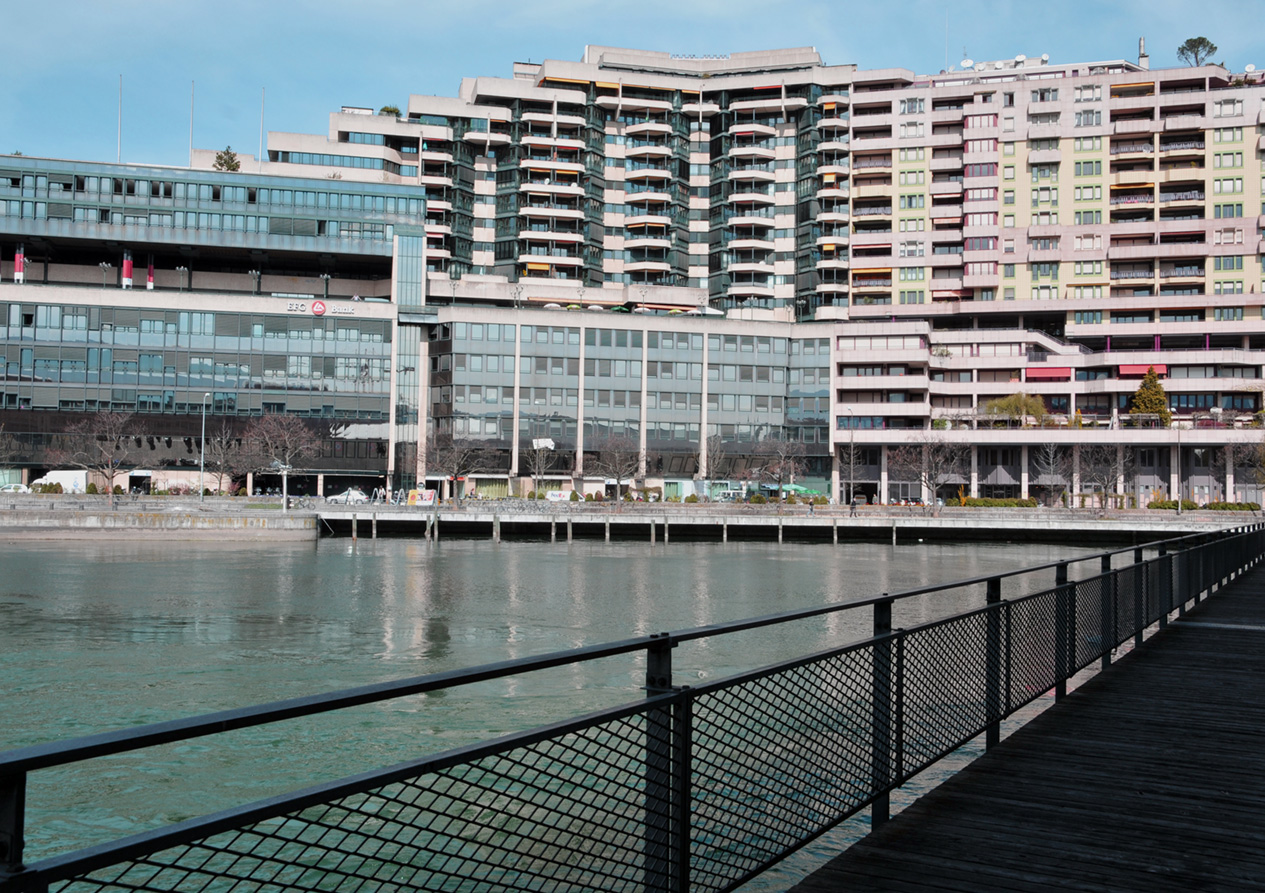
European University Geneva

## التاريخ
تأسست الجامعة الأوروبية في أنتفيرب سنة 1973 على يد كزافييه نيبردينغ وفي بروكسل سنة 1982 على يد العميد دومينيك جوزو. أما رئيس الجامعة الحالي وأستاذ كرسي اليونسكو للعلاقات الدولية، وإدارة وريادة الأعمال فهو الدكتور ديرك كراين. فبعد انضمامه إلى الجامعة كأستاذ مساعد سنة 1977، أصبح كراين أستاذاً وعميداً لفرع الجامعة بمونترو سنة 1985 ورئيساً جديداً سنة 1998. وقد منحتْه جامعة روستوف الحكومية للاقتصاد (RSUE) لقبَ أستاذ فخري سنة 2012 ومُنح وسام التاج (البلجيكي) سنة 2014. وكراين كذلك عضو في الاتحاد الدولي لرؤساء الجامعات.

## البرامج الأكاديمية
تقدم الجامعة الأوروبية برامجَ تعليمية باللغة الإنجليزية في مجال إدارة الأعمال على المستويات الأكاديمية الثلاثة: البكالوريوس، والماجستير، والدكتوراه (BBA و MBA و DBA).

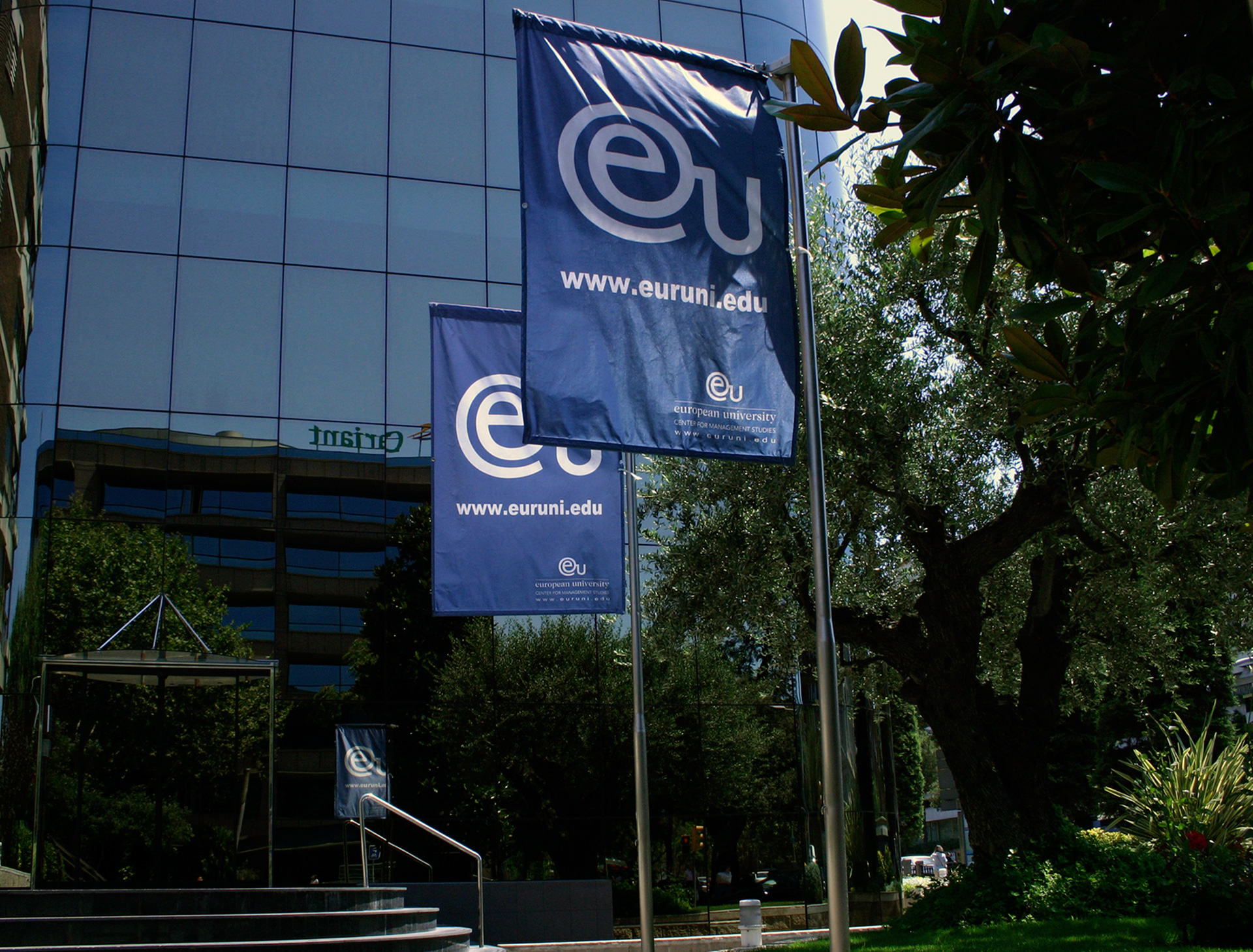
European University Barcelona

تقدِم الجامعة برامجها على هذه المستويات في عدة اختصاصات، تشمل الاتصال والعلاقات العامة، والترفيه والسياحة، والعلاقات الدولية، والإدارة الرياضية، والأعمال والاستدامة، وإدارة الأعمال والتصميم، وإدارة الأعمال العائلية، وتمويل الأعمال، والإعلام الرقمي، وبرنامج الماجستير في إدارة الأعمال (MBA)، وفي مجال الأعمال الدولية، والتسويق الدولي، والصيرفة والمالية العالمية، وريادة الأعمال، والقيادة، والأعمال التجارية الإلكترونية، والموارد البشرية، وإدارة السمعة التجارية.
كما تقدم الجامعة برامجَ بكالوريوس في إدارة الأعمال التنفيذية (EBBA)، ودرجة ماجستير عبر الإنترنت في الأعمال الدولية، وبرنامج دكتوراه في إدارة الأعمال.
وتقدم الجامعة الأوروبية أيضاً برامجَ درجاتٍ مزدوجة بالتعاون مع كلية نيكولاس بماساتشوستس (الولايات المتحدة الأمريكية)، وكلية تشارلستون بجنوب كارولينا (الولايات المتحدة الأمريكية)، وجامعة شيناواترا الدولية ببانكوك (تايلاند) وقد حصلت الجامعة على اعترافٍ مؤقت سنة 2013 من وكالة المؤهلات الماليزية (MQA) لبرنامج درجة البكالوريوس المزدوجة في إدارة لأعمال بالتعاون مع كلية جسلتون (ماليزيا).
وتقدم الجامعة الأوروبية برامجَ زمالة مدرسة الأعمال بجنوب شرق آسيا وروسيا وتشجع الطلاب على المشاركة في التبادلات البين-جامعية بإسبانيا، وسويسرا، وألمانيا، والمملكة المتحدة، والنمسا، وكازاخستان، وسوريا، وتايوان، والصين، وماليزيا، وسنغافورة.

## البرامج المعترف بها

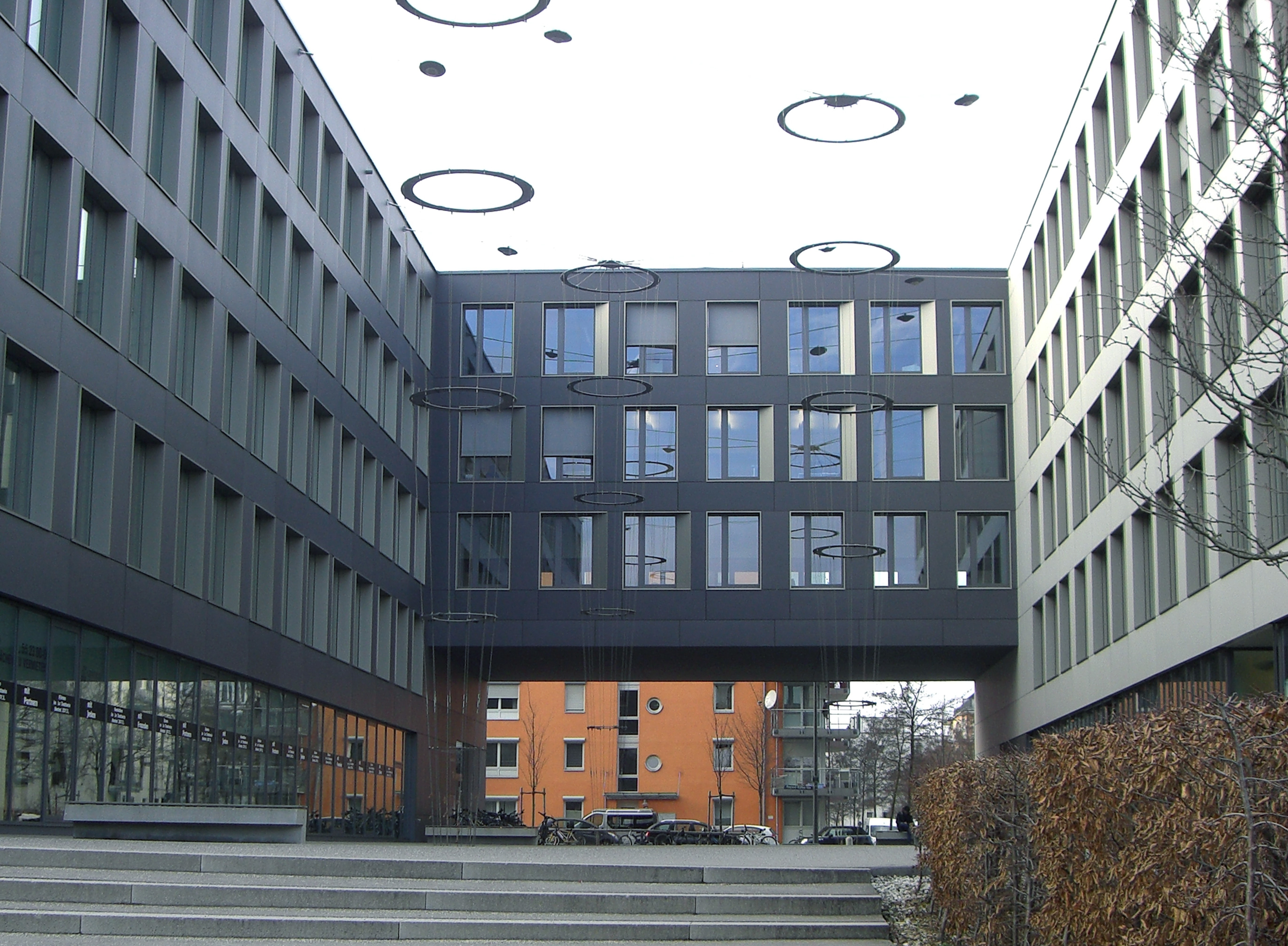
European University Munich

تمنح EU Business School شهادة البكالوريوس في الآداب المعتمدة من الدولة الألمانية والبريطانية في درجة الأعمال الدولية كبكالوريوس وليسانس معتمدين من الحكومة البريطانية والألمانية في درجة الإدارة الدولية، وكلتاهما تحملان التصنيف +H (اعتماد من الدولة) في أنابين.
كما تقدم EU Business School برنامجا مشتركا مع الجامعات الحكومية المعتمدة جامعة بيس (نيويورك) وكلية فيشر (بوسطن) بمنح الطلاب درجتي البكالوريوس المتميزتين
وفي نوفمبر 2014، تلقت EU Business School شهادة من EduQuaملصق علامة الجودة السويسرية لتعليم الكبار والمؤسسات التعليمية الأخرى.
حصلت برامج إدارة الأعمال في فروع الجامعة الأربعة على اعتراف مجلس اعتماد مدارس وبرامج إدارة الأعمال (ACBSP) منذ 2009.
كذلك برامج إدارة الأعمال في فرعيْ الجامعة الأوروبية بسويسرا معترَفٌ بها من الجمعية الدولية للتعليم الجامعي في إدارة الأعمال (IACBE) منذ آذار/مارس 2010. البرامج المعترف بها هي ماجستير إدارة الأعمال (MBA) في الاتصال والعلاقات العامة، والتمويل الدولي، والأعمال الدولية/ وبكالوريوس إدارة الأعمال (BBA)، وبكالوريوس الآداب في الاتصال والعلاقات العامة، وبكالوريوس الآداب في العلاقات الدولية.
وقد حصلت فروع الجامعة الأوروبية في سويسرا وإسبانيا وألمانيا على اعتماد الجودة العالمي (IQA) من جمعية وسط وشرق أوروبا للتنمية الإدارية (CEEMAN) في يناير 2011. التي جُددت في عام 2015.

## التصنيف العالمي

### كواكواريلي سيموندس
في عام 2015، جاء تصنيف EU Business School إسبانيا في المرتبة الـ 2 من أصل 46 في كواكواريلي سيموندس أفضل عائد استثمار لبرامج الماجستير في إدارة الأعمال الأوروبية. متوسط رفع المرتبات بعد استكمال درجة الماجستير EU Business School إسبانيا هو 138٪. إنه ثاني أدنى رسوم للبرنامج بمتوسط استرداد مدته 23 شهرا.
صُنفت EU Business School في المرتبة 3 في سويسرا، وراء IMD ، جامعة سانت غالن في تقرير QS العالمي لـ 200 من كليات الأعمال 2013/14. يعطي التصنيف لمحة عامة عن كليات إدارة الأعمال المختارة من قبل أكثر من 2000 من أرباب العمل الذين يوظفون باجتهاد خريجي ماجستير إدارة الأعمال. تقرير QS لـ 2013/2014، صنف الحرم الجامعي للاتحاد الأوروبي في إسبانيا، سويسرا، وألمانيا في المركز الـ 33.
في عام 2013، صُنفت EU Business School في المرتبة الـ 8 في قائمة QS لأفضل مجاستير إدارة أعمال للسيدات ضمن 200 مؤسسة تعليمية عالمية في إدارة الأعمال.
في تقرير QS لعام 2011، تم تصنيف الحرم التعليمي لـ Business School في إسبانيا وسويسرا وألمانيا في المرتبة 39.
في عام 2010، تم تصنيف الحرم التعليمي لـ Business School في إسبانيا في المرتبة 52 من أصل 67 في تصنيف كواكواريلي سيموندس (QS) العالمي لكليات إدارة الأعمال الأوروبية.

### مجلة CEO
في عام 2016، صُنفت درجة ماجستير إدارة الإدارة عبر الإنترنت لـ EU Business School في المرتبة الأولى للتصنيفات العالمية عبر الإنترنت. وبالإضافة إلى ذلك، تم انتخاب كل من برامج الماجستير في إدارة الأعمال وماجستير إدارة الأعمال التنفيذية للفئة العليا من البرامج الأوروبية.
في عام 2015، جاء برنامج الماجستير في إدارة الأعمال المشترك لـ EU Business School في المركز الأول لتصنيف أفضل 20 برنامجا عالميا وأول برناج ماجستير لإدارة الأعمال عبر الإنترنت للتصنيفات التي تُجرى على الإنترنت. وفي هذه الأثناء، كان برنامج الماجستير في إدارة الأعمال في الحرم الجامعي جزء من التصنيف العالمي للماجستير في إدارة الأعمال الأوروبية ذي الفئة العليا، واحتل ماجستير إدارة الأعمال التنفيذية الفئة الأولى على القائمة العالمية.
في عام 2013، انتخبت EU Business School في الفئة الأولى لبرنامج ماجستير إدارة الأعمال الأوروبي والثانية لبرنامج ماجستير إدارة الأعمال التنفيذي من قبل منتدى الخريجين الدوليين لمجلة CEO.

### التصنيفات الأخرى
في عام 2011، قامت Capital Magazine بانتخاب EU Business School كأفضل سادس كلية إدارة أعمال في العالم للطالبات.
في عام 2010، صُنفت EU Business School ضمن أعلى 50 كلية دولية لمنح الماجستير والأكثر شهرة على وسائل الإعلام الاجتماعية.

## الروابط الجامعية

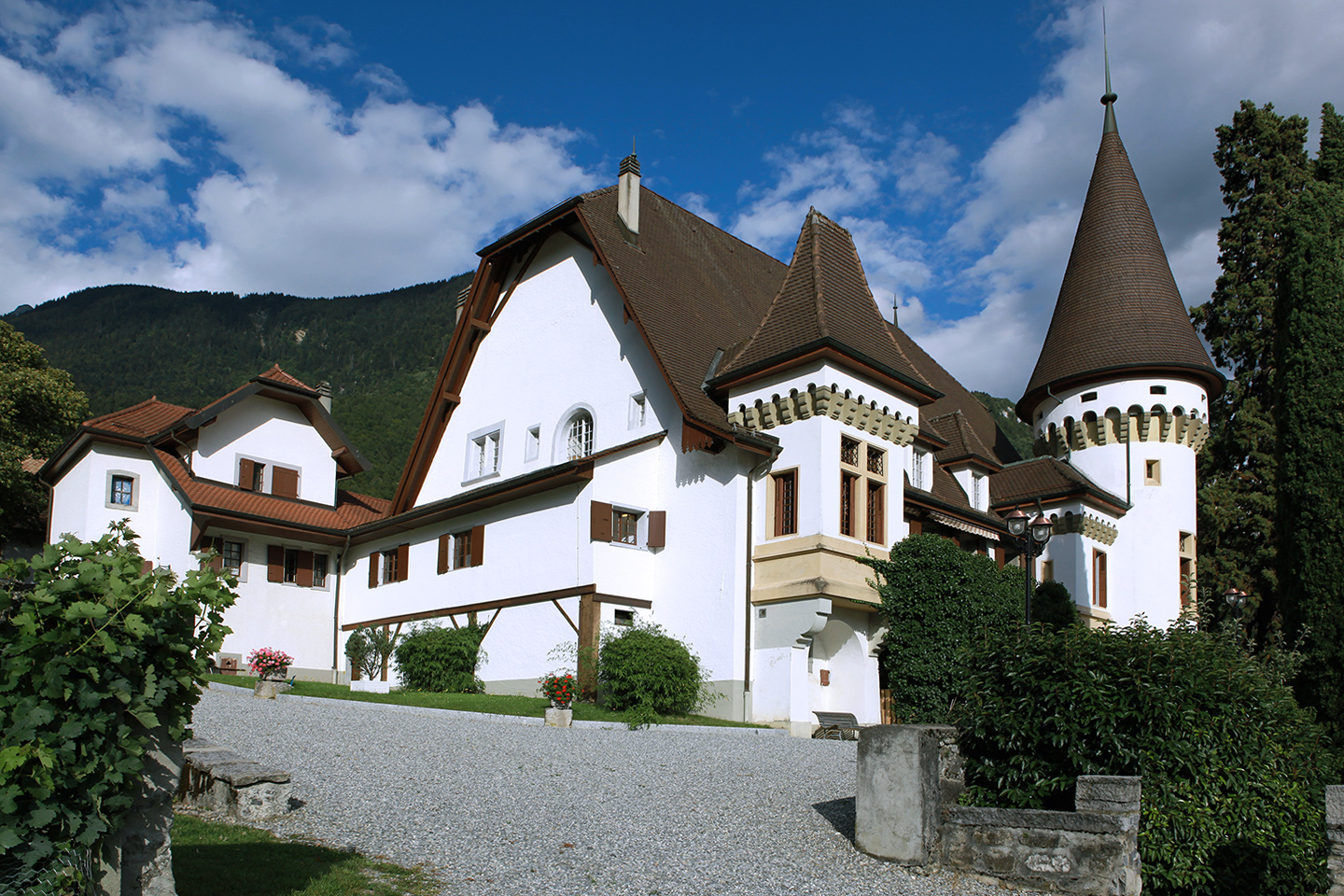
European University Yvorne

في يناير 2013، أصبحت EU Business School راعيا لغرفة التجارة والصناعة والخدمات في جنيف.
الجامعة الأوروبية بسويسرا عضوٌ في الاتحاد السويسري للجامعات الخاصة، وجمعية جنيف للمدارس الخاصة، وجمعية المدارس السويسرية الخاصة بمنطقة بحيرة جنيف.
والجامعة الأوروبية ببرشلونة عضوٌ في الرابطة الإسبانية للكليات والجامعات.
والجامعة الأوروبية عضو في الأكاديمية الأوروبية للأعمال في المجتمع (EABIS)، وفي المجلس الأوروبي لتعليم الأعمال، والمؤسسة الأوروبية للتنمية الإدارية.

## المرافق التعليمية
للجامعة الأوروبية فروع في جنيف ومونترو وميونيخ وبرشلونة ولها مجموعة من المعاهد الشريكة في مختلف أنحاء العالم. تتبع كل هذه الفروع مناهجَ تعليمية موحدة تدرَّس بالإنجليزية ما يتيح للطلاب الانتقالَ بسهولة بين البلدان المختلفة.

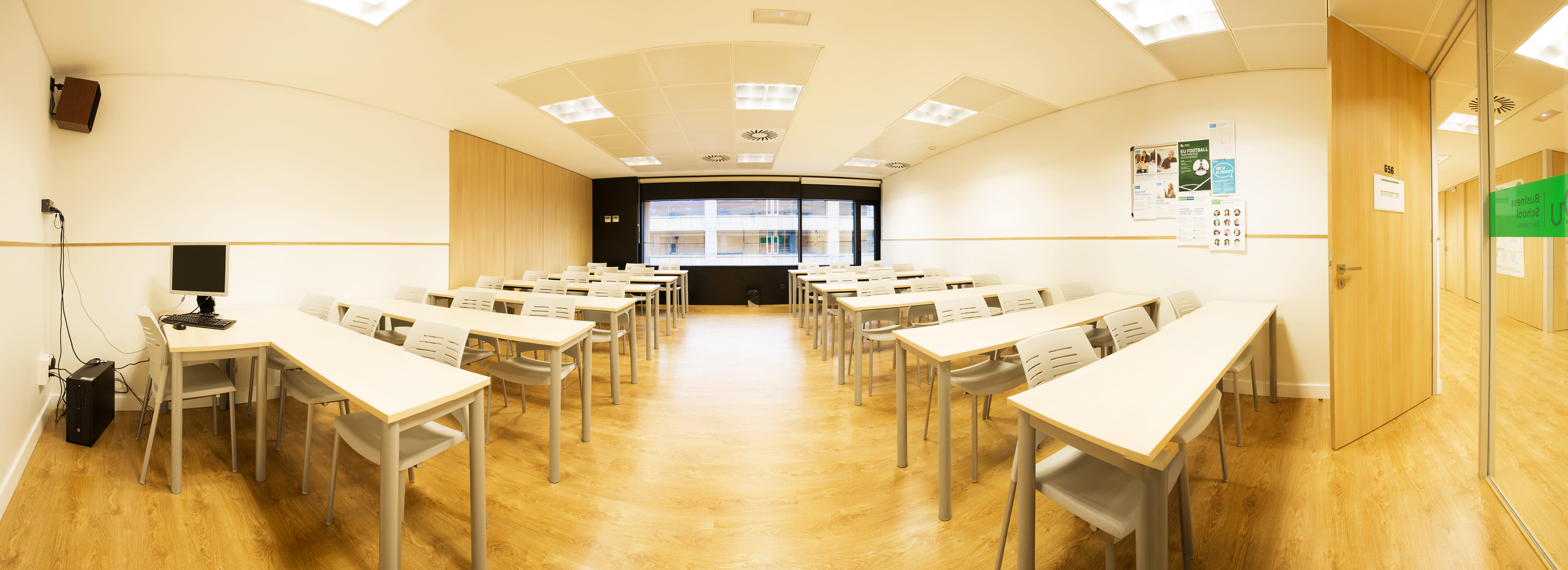
Classroom EU Business School Barcelona

يقع فرع الجامعة بجنيف على بعد خمس دقائق من بحيرة جنيف وبضع كيلومترات من جبال الألب الفرنسية والسويسرية. تضيف المدينة بين ما تستضيف منظمةَ الأمم المتحدة ومنظمةَ التجارة العالمية. وفرعُ الجامعة مربوط لاسلكيا بشبكة لاسلكية واي فاي ويشتمل على جناح كمبيوتر ومكتبة.
أما فرع الجامعة في مونترو فيقع في مركز المدينة. أكثرُ ما تُشتهَر به المدنية مهرجان مونترو للجاز. فرع الجامعة في هذه المدينة مربوط بشبكة لاسلكية واي فاي ومجهز بجناح كمبيوتر.

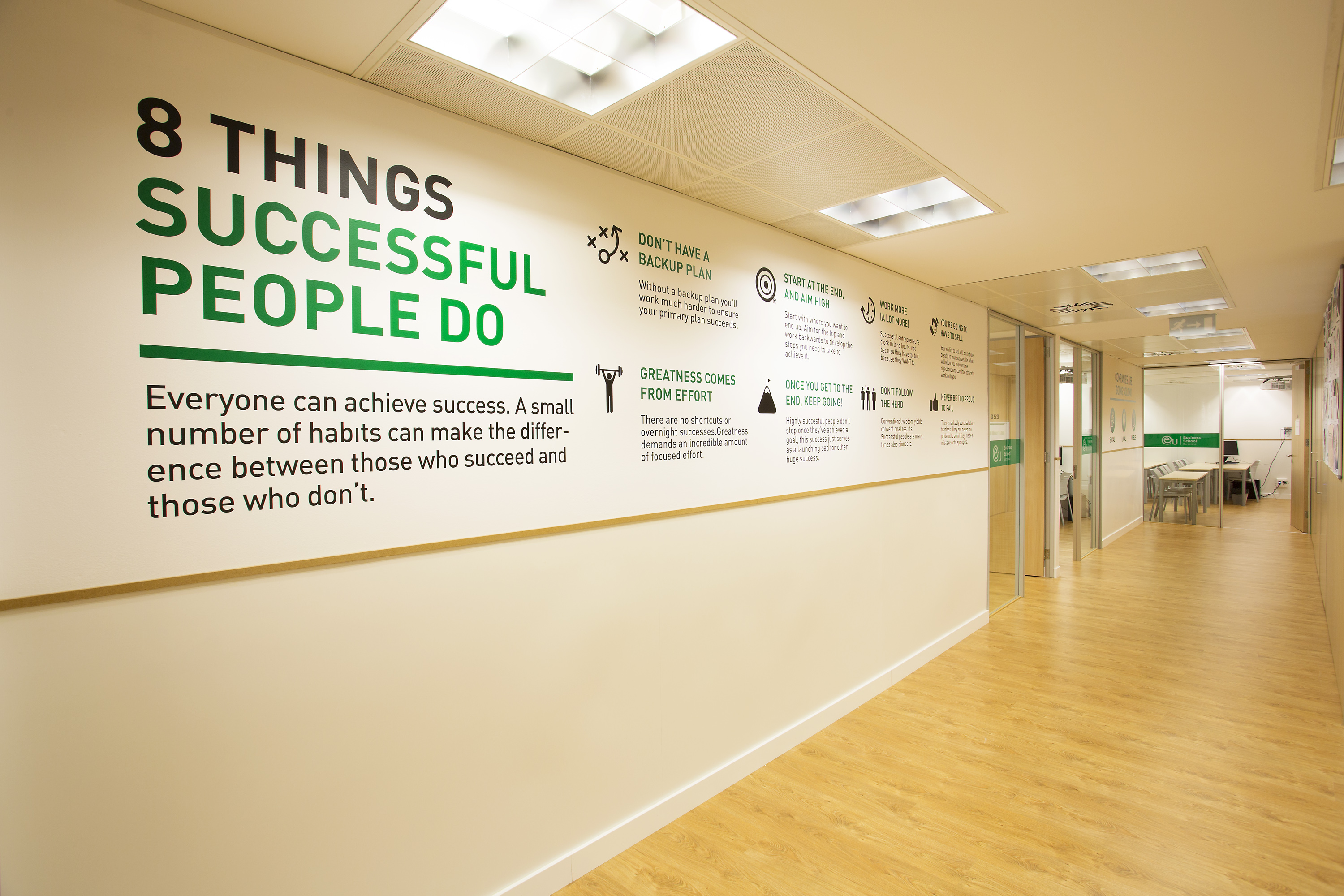
Corridor EU Business School Barcelona

أما فرع الجامعة في ميونيخ فيقع بالقرب من مركز المدينة، عاصمةِ منطقة بافاريا بجنوب ألمانيا. تلقى الدروس من خلال وسائط غاية في التطور. ويتمتع الطلاب بشبكة واي فاي وأجنحة كمبيوتر محلية ووصول غب الطلب إلى المكتبة الإلكترونية لشركة الحلول والتطبيقات المعلوماتية الخاصة بالمكتبات ProQuest في الولايات المتحدة.

## الاستدامة
الجامعة الأوروبية بمونترو طرفٌ موقِّع على مبادرة مبادئ التعليم الإداري المسؤول (PRME)، المبادرة التي ترعاها الأمم المتحدة لنشر مبادئ التعليم والبحث الإداري المسؤول والقيادة الفكرية المسؤولة.
والجامعة الأوروبية عضوٌ مؤسس للمجلس الأمريكي اللاتيني لمدارس الأعمال “Consejo latinoamericano de Escuelas de Administración”. وتقدم برنامجَ شهادة في المسؤولية الاجتماعية للشركات بالتعاون مع منظمة العمل الدولية.
وقد حصلت غرين كروس إنترناشيونال على جائزةٍ من الجامعة الأوروبية سنة 2014.
وفي 2012، أطلقت الجامعة الأوروبية برنامج بكالوريوس آداب في إدارة الاستدامة.

## الدرجات الفخرية
في 25 يوليو 2014، حصل الدكتور ر. سيتارامان المدير التنفيذي لبنك الدوحة على شهادة دكتوراه فخرية في الحوكمة العالمية من الجامعة الأوروبية. وحصل الرئيس السويسري الأسبق دولف أوجي هو أيضاً على شهادةٍ مماثلة وقد دعتْه المدرسة لإطلاق النسخة الإنجليزية من كتابه «دولف أوجي: رجل دولة ورياضي»
وممن حصل على هذه الشهادة، نيك حايك الصغير، وجيرارد دوبوا، والدكتور آبل جيوزيفيتش، وألكسندر فينوكوروف وستيف غيردا أيضاً، على سبيل الذكر لا الحصر، 
في 27 يونيو 2015، منحت براين كوكسون درجة الدكتوراه في القانون المدني، الفخرية من EU Business School.

## المبادرات التسويقية
الجامعة الأوروبية هي الشريكُ التعليمي لمشروع «كروسيور لتشبيك الأعمال» (CBN)، وهو مزيجٌ من التعليم والترفيه والتشبيك.
«في سنة 2013، مَنحت الجامعة الأوربية جائزةَ المسؤولية الاجتماعية للشركات لمؤسسة Make-A-Wish Foundation بإسبانيا سنة 2012 ولمؤسسة FC Barcelona Foundation أيضاً.»
وفي ديسمبر 2013، شاركت الجامعة الأوروبية في حفل استقبال طلاب نظمته الجامعة بالتعاون مع الحكومة في حي Sarrià-Sant. Gervasi.
وفي يوليو 2014، أقامت الجامعة الأوروبية حفلَ TEDxBarcelona Event دعته «العالم الجديد» وشارك 8 خطباء ضيوف الحضورَ رؤيتَهم لمستقبل المجتمع والعمارة والطب والتكنولوجيا.
مارك غيريرو، أستاذ قضايا إدارة الأعمال عبر الثقافات، وعضو التقارب الديموقراطي بكاتالونيا، ونائب رئيس اتحاد الليبراليين والديموقراطيين بأوروبا، وقد نشر كتاباً بعنوان "Rebooting Europe" (إعادة إطلاق أوروبا) في ديسمبر 2013. وهو مقالةٌ متفائلة حول مستقبل أوروبا، تناقش كيف أصبحت أوروبا مجتمعاً حائراً بين قيم الماضي وشكوك المستقبل.
إن EU Business School هي جزء من «شركاء متفردين» لـ مهرجان مونترو لموسيقى الجاز.
في يناير كانون الثاني عام 2015، استضافت EU Business School مناسبة روماندي لانطلاق المنتدى الاقتصادي السويسري في روماندي في يفورن.